# Diaspora
Diaspora* (з грец. розпорошення) — соціальна мережа та вільне програмне забезпечення, на основі якого вона працює. Diaspora* робить акцент на децентралізації, свободі користувача і конфіденційності.
Серверне програмне забезпечення Diaspora розробляє онлайн-спільнота і підтримує Free Software Support Network.
На відміну від традиційних соціальних мереж, як то Facebook чи Вконтакте, у diaspora* немає централізованого дата-центру, у якому зберігалися б дані усіх її користувачів. Натомість, diaspora* роззосереджена між різними серверами в різних країнах, не підпорядкованих якійсь одній організації, але при тому усі сервери комунікуються між собою таким чином, що користувачі із різних серверів можуть обмінюватись інформацією так само, якби вони були на одному і тому ж сервері. Користувач сам вибирає, на якому із серверів він хоче зареєструватися. Окрім того, при бажанні він може запустити власний сервер, аби мати 100 % контроль над власними даними.
Для реєстрації у diaspora* не вимагається зазначати своє справжнє ім'я, телефон чи дату народження, чи передавати будь-кому права на власні дописи та світлини. Список контактів користувача видимий лише йому, якщо він не дав дозвіл на перегляд цієї інформації.
За бажанням користувач може увімкнути інтеграцію з іншими соцмережами, яка дає можливість автоматично публікувати повідомлення з diaspora* до Facebook, Twitter та Tumblr.
Станом на вересень 2014 р. на різних серверах diaspora* зареєструвалось понад 1 млн користувачів.

## Історія розробки
Проєкт започаткували у 2010 р. четверо студентів Нью-Йоркського університету: Daniel Grippi, Maxwell Salzberg, Raphael Sofaer та Ілля Житомирський. Ідея створення проєкту виникла у групи 5 лютого 2010 після виступу професора Колумбійського університету Ебена Моглена «Freedom in the Cloud» («Свобода у хмарі »), в якому Моглен охарактеризував централізовані соціальні мережі як «безкоштовні шпигуни» . У своєму інтерв'ю New York Times Салсберг сказав «Коли ви даєте їм інформацію, ви віддаєте її назавжди ... Те, що вони дають нам - незначно в порівнянні з тим, що вони роблять і тим, що ми цілком відмовляємося від приватності». Софір зауважив, що «у нас немає необхідності в тому, щоб передавати свою переписку на сервер. Те, що дає вам Фейсбук не так вже складно повторити - всі ці невеликі ігри, маленькі стінки повідомлень, простенький чат не такі вже рідкісні речі. Ці технології давно існують. Але Фейсбук це не те, до чого ми прагнемо»[джерело?].
Група вирішила звернути увагу на цю проблему за допомогою створення розподіленої соціальної мережі. Початкове фінансування проєкт здобув завдяки напрочуд вдалому краудфандингу на Kickstarter, через який команда отримала понад 200 тис. дол. (хоча заявка була лише на 10 тис.). Серед донорів був і засновник Фейсбуку Марк Цукерберг, що перерахував невідому суму. Альфа-версія diaspora* запрацювала у листопаді 2010 р.
Перший «под» (сервер) Diaspora був запущений командою розробників 23 листопада 2010 у вигляді закритої альфа-версії. Проте альфа-версію розкритикували за численні вразливості[джерело?].
Після виходу Diaspora схожі функції стали з'являтися і в інших соціальних мережах[джерело?]. У вересні 2011 року розробники відзначили, що «кола» в Google+ копіюють по функціоналу «аспекти» Діаспори, а в Facebook з'явилися додаткові налаштування приватності. Те, що Google взяв щось від Діаспори, було предметом гордості Іллі Житомирського, хоча Google і заперечував, що діаспора зробила вплив на їх дизайн.
У жовтні 2011 розробники Діаспори анонсували кампанію зі збору коштів. За кілька днів було зібрано більше 45,000 доларів, але Paypal без будь-яких пояснень заморозив акаунт Діаспори. Після великої кількості скарг та загрози судового переслідування, аккаунт з вибаченнями був розморожений, проте ніяких пояснень так і не послідувало. Цей інцидент показав необхідність альтернатив цій системі оплати, таких як, наприклад, Stripe або Bitcoin.
Сайт проєкту Diaspora відкрився 29 вересня 2011 року.
У лютому 2012 року розробники провели дослідження, результати якого змінили спрямованість проєкту[джерело?]. Вони з'ясували, що на відміну від інших соціальних мереж, в яких користувачі спілкуються, в основному, зі своїми знайомими з оффлайна, користувачі Діаспори спілкуються з незнайомими людьми по всьому світу. У той час як традиційні соціальні медіа в більшості своїй працюють з повсякденними справами, значна частина трафіку Діаспори припадає на ідеї і соціально значущі явища. Внаслідок цього розробники вирішили внести зміни в інтерфейс, щоб зробити його зручнішим для більш довгого і детального обговорення складних тем в міру просування проєкту до бета-версії[джерело?].
12 листопада 2011 один із засновників, Ілля Житомирський, вчинив самогубство.
У серпні 2012 р. початкові розробники передали розробку diaspora* спільноті, яка утворилась довкола проєкту, а юридичними й фінансовими аспекти проєкту з того часу опікується організація Free Software Support Network.

## Функції
Diaspora* багато в чому подібна до інших соціальних мереж — користувач бачить стрічку оновлень, у якій висвітлюються дописи тих користувачів, яких він додав у свої «аспекти» — категорії користувачів, з якими він підтримує контакт (подібно до «кіл» у Google Plus), а також повідомлення, позначені гештеґами, за якими він слідкує. Користувач також може фільтрувати стрічку — приміром, переглянути повідомлення лише від певної групи контактів або геш-тегів. Користувачі можуть також обмінюватися приватними повідомленнями.
Рушій діаспори дозволяє дописам бути «публічними» або «обмеженими». У другому випадку дописи може прочитати тільки певна група або декілька груп, вказаних користувачем з його «аспектів». Крім груп, наявних за замовчуванням, таких як друзі, сім'я або робота, користувач може створювати і свої власні. Також є можливість читати публічні/дозволені дописи іншого користувача без взаємного додавання в друзі. Стрічка користувача може бути відфільтрована за «аспектами» (категоріями контактів).
На відміну від інших соцмереж, Diaspora* надає можливість створювати дописи з індивідуалізованим форматуванням за допомогою Markdown (зокрема нахилений та жирний шрифт, списки, заголовки, вбудовані зображення тощо). Окрім того, у diaspora* користувач може вибирати, яка підгрупа його контактів бачитиме те чи інше його повідомлення.
Децентралізована структура мережі означає, що вона не знаходиться виключно в одному місці і не контролюється тільки однією організацією. Будь-хто може використовувати рушій Diaspora щоб відкрити свій «pod» (сервер) і об'єднати його з іншою частиною соцмережі. Ви можете використовувати pod самі, разом з друзями або родиною, що дає вам повний контроль над вашою особистою інформацією (включаючи ваше ім'я, повідомлення та фотографії) і тим, як ви це зберігайте та які права даєте іншим користувачам. Або ви можете просто зареєструватися на будь-якому відкритому поді.
Станом на вересень 2014 р. у diaspora* ще немає підтримки створення фотоальбомів, хоча є можливість додавати світлини у власні дописи, та переглядати світлини, опубліковані користувачем.
Підтримка автоматичного вбудовування елементів аудіо-, відео- та фотооб'єктів з популярних служб, таких як youtube, vimeo, flickr і SoundCloud. З серпня 2013 з'явився передперегляд зовнішніх сайтів за посиланнями в повідомленнях.
У Diaspora, на відміну від багатьох інших соціальних мереж, псевдоніми дозволені.
Користувачі діаспори зберігають права на свою інформацію і нікому їх не передають. Рушій надає можливість в будь-який момент завантажити всі надіслані повідомлення та завантажені зображення або ліквідувати обліковий запис.